# La Jaille-Yvon
La Jaille-Yvon è un comune francese di 308 abitanti situato nel dipartimento del Maine e Loira nella regione dei Paesi della Loira.

## Società

### Evoluzione demografica
Abitanti censiti